# Rosales

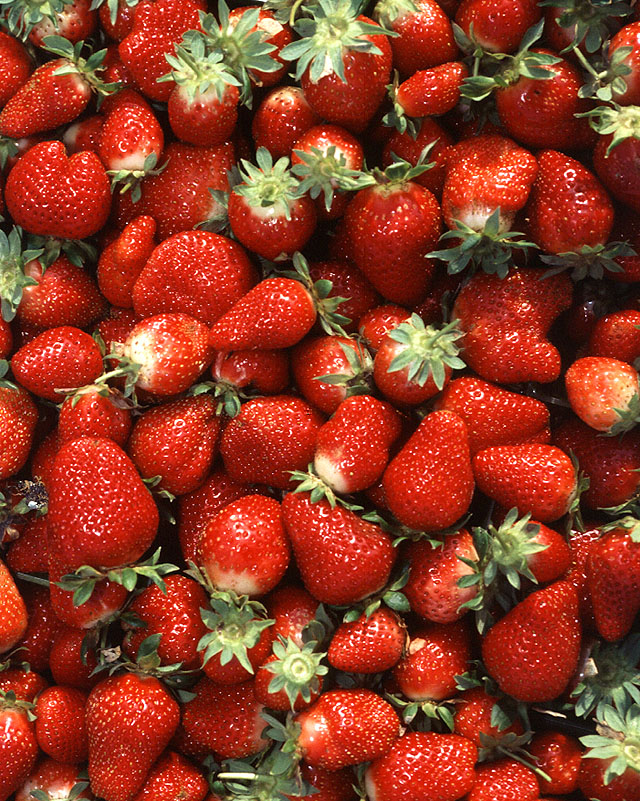
Morango (Família Rosaceae: fruto de Fragaria vesca) um membro de Rosales.

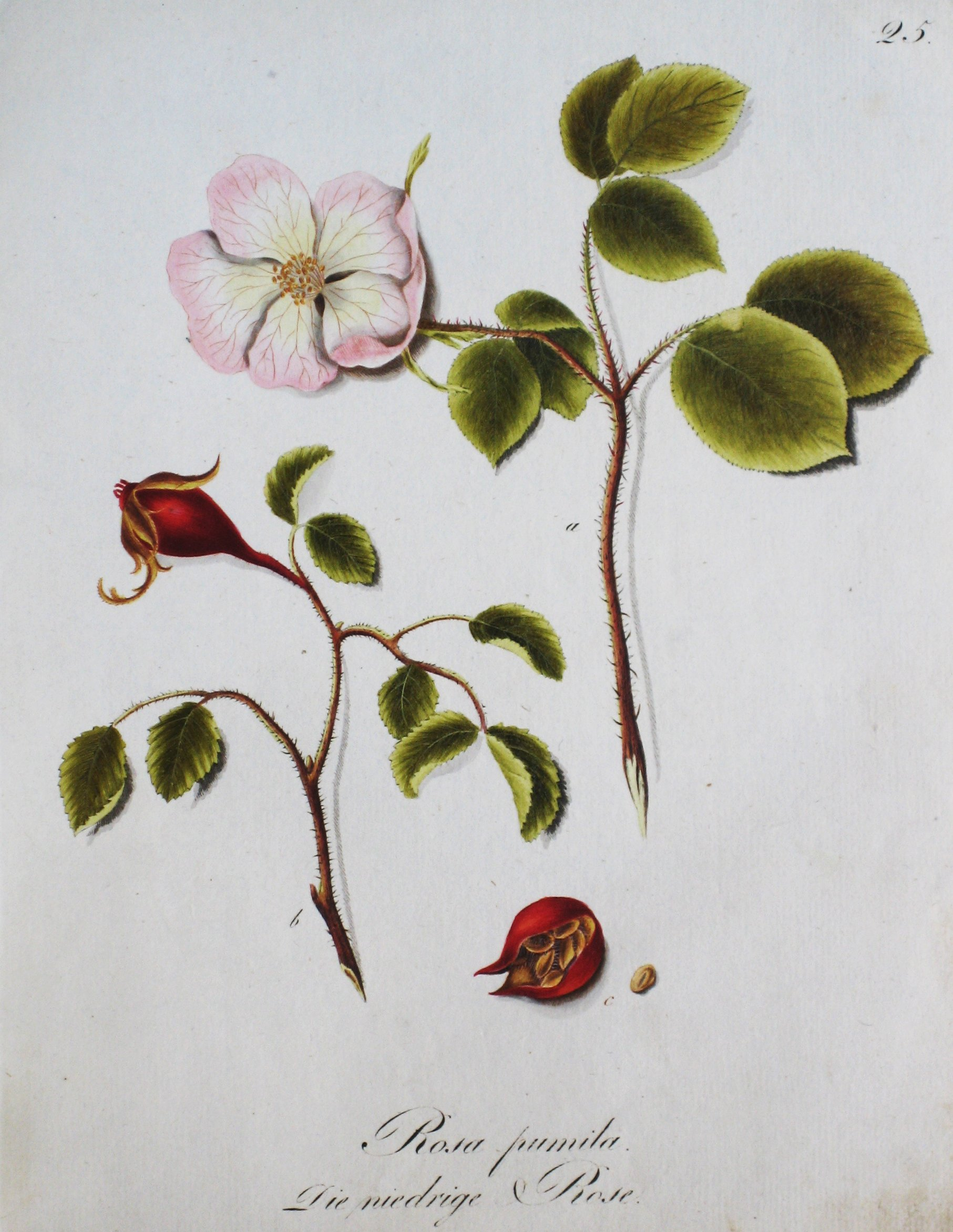
Família Rosaceae: Rosa pumila.

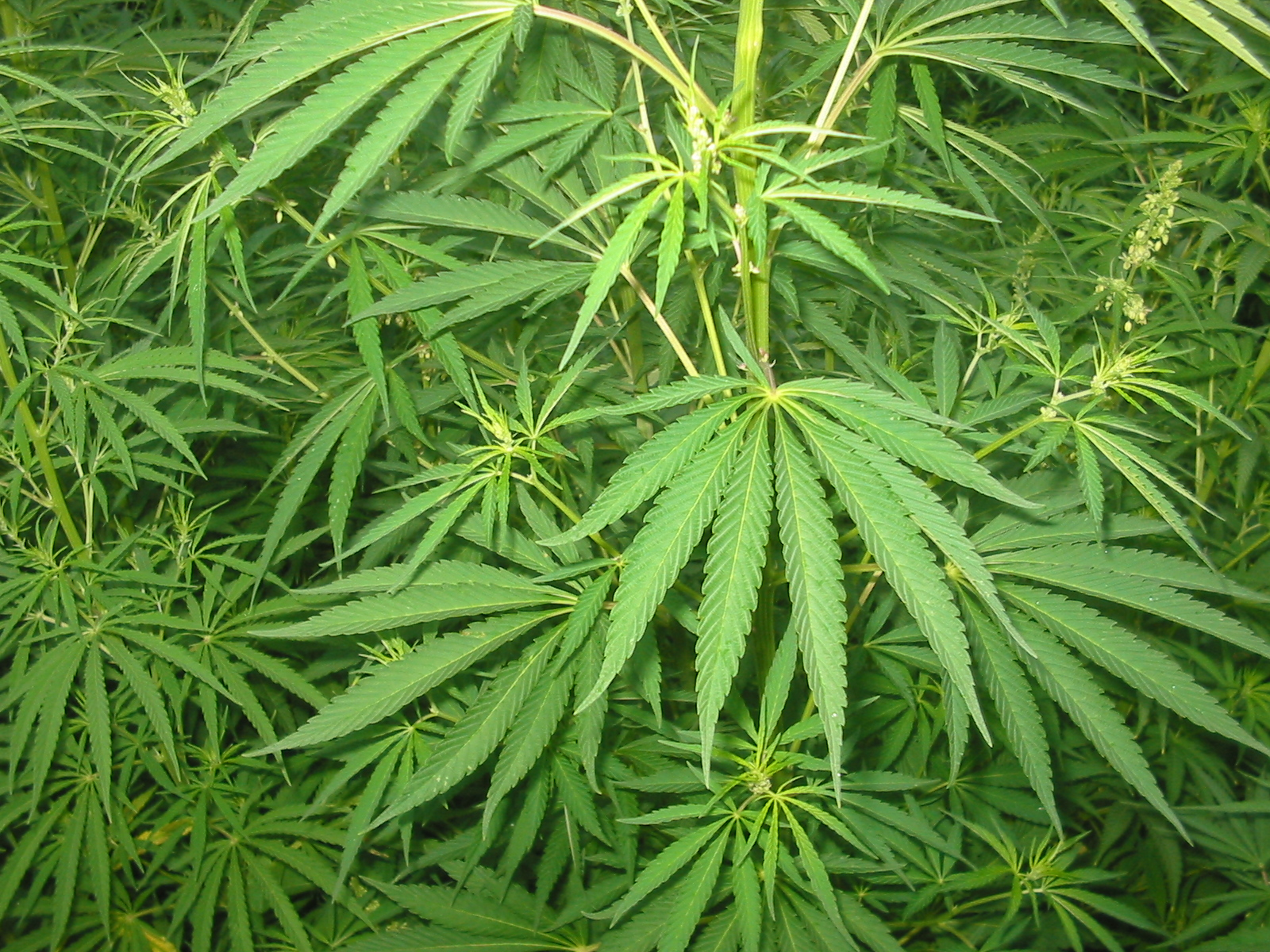
Família Cannabaceae: folhagem de Cannabis sativa.

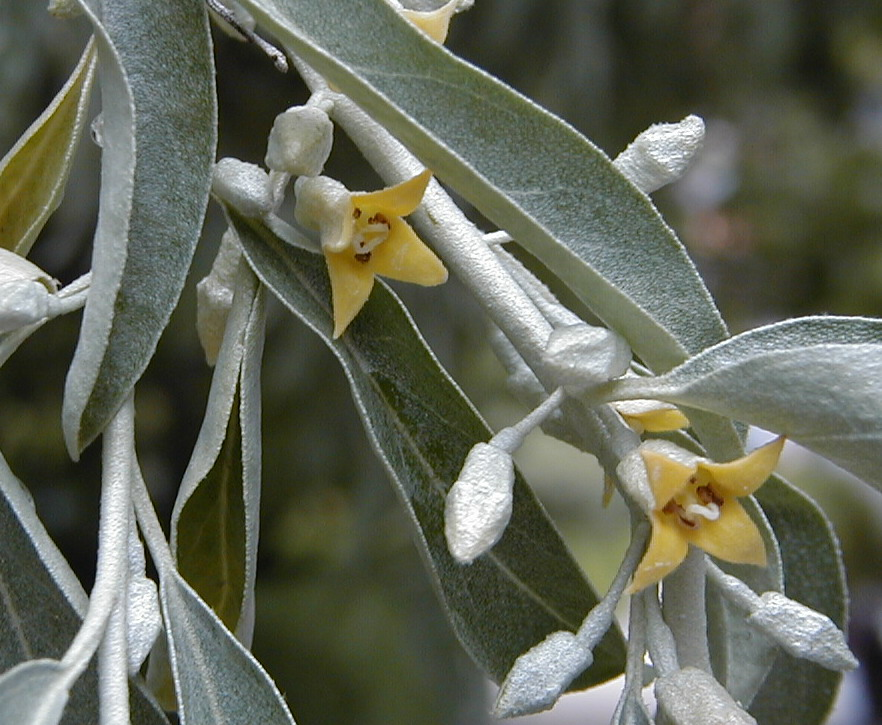
Família Elaeagnaceae: folhagem e flores de Elaeagnus angustifolia.

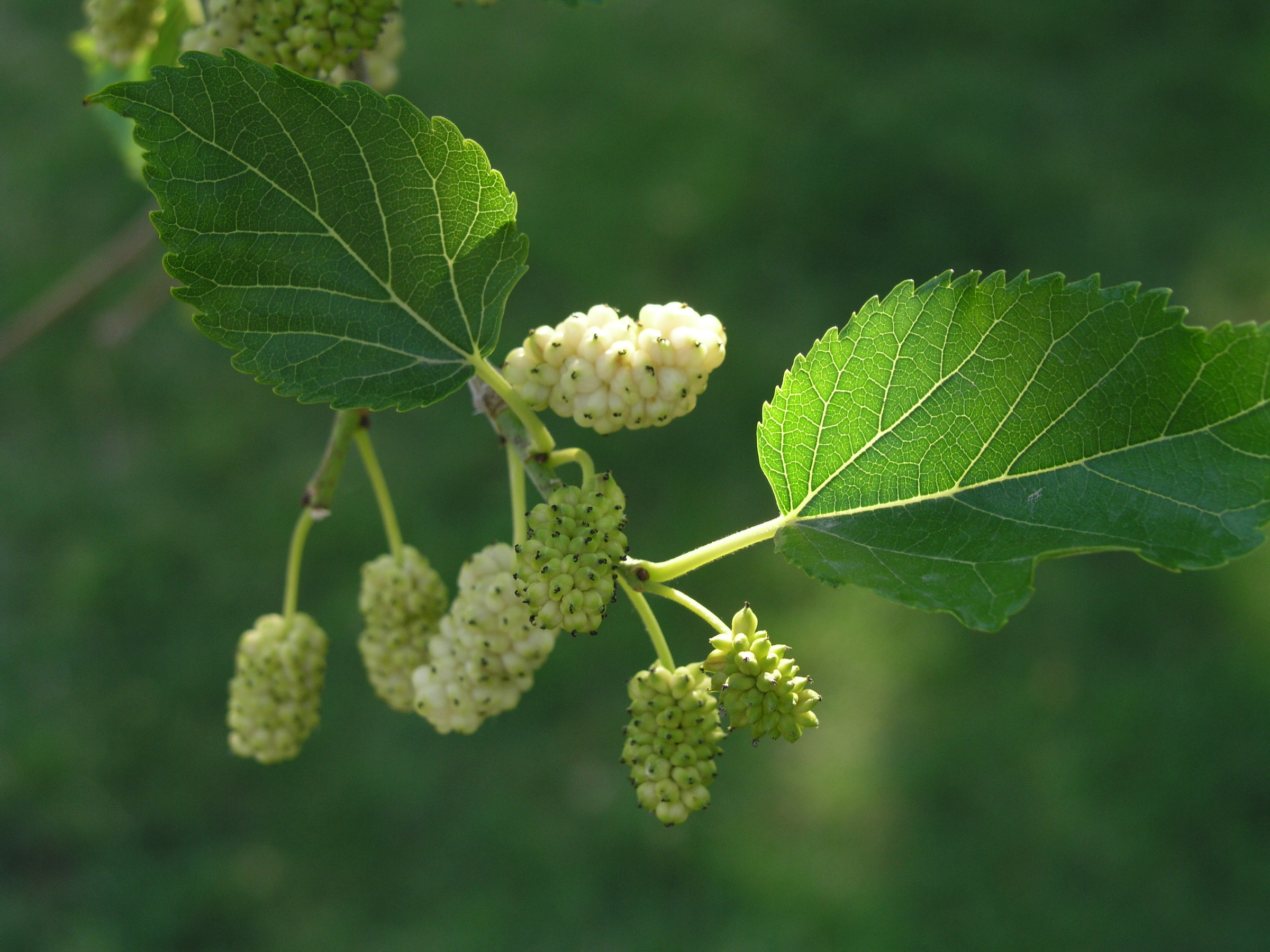
Família Moraceae: folhas e frutos de Morus alba.

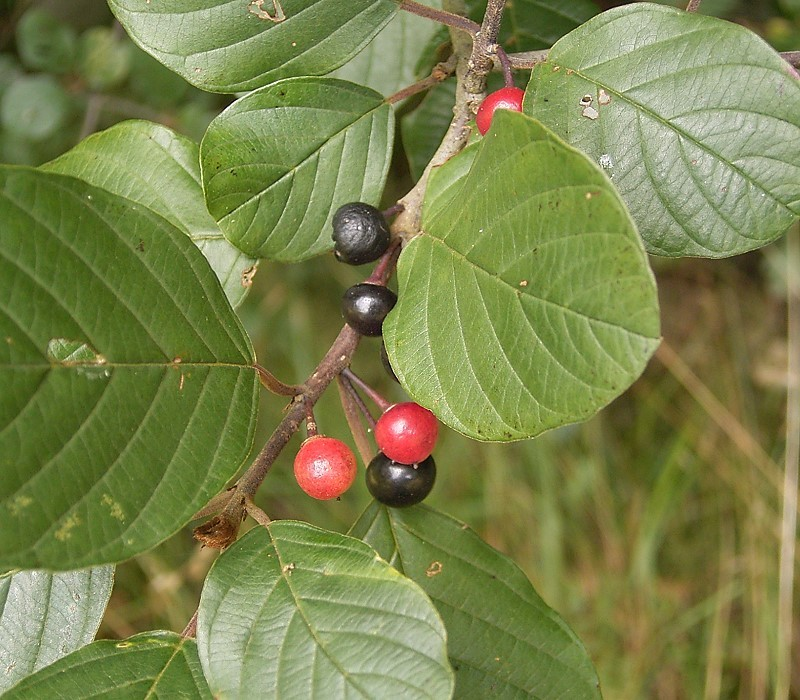
Família Rhamnaceae: folhas e frutos de Rhamnus frangula.

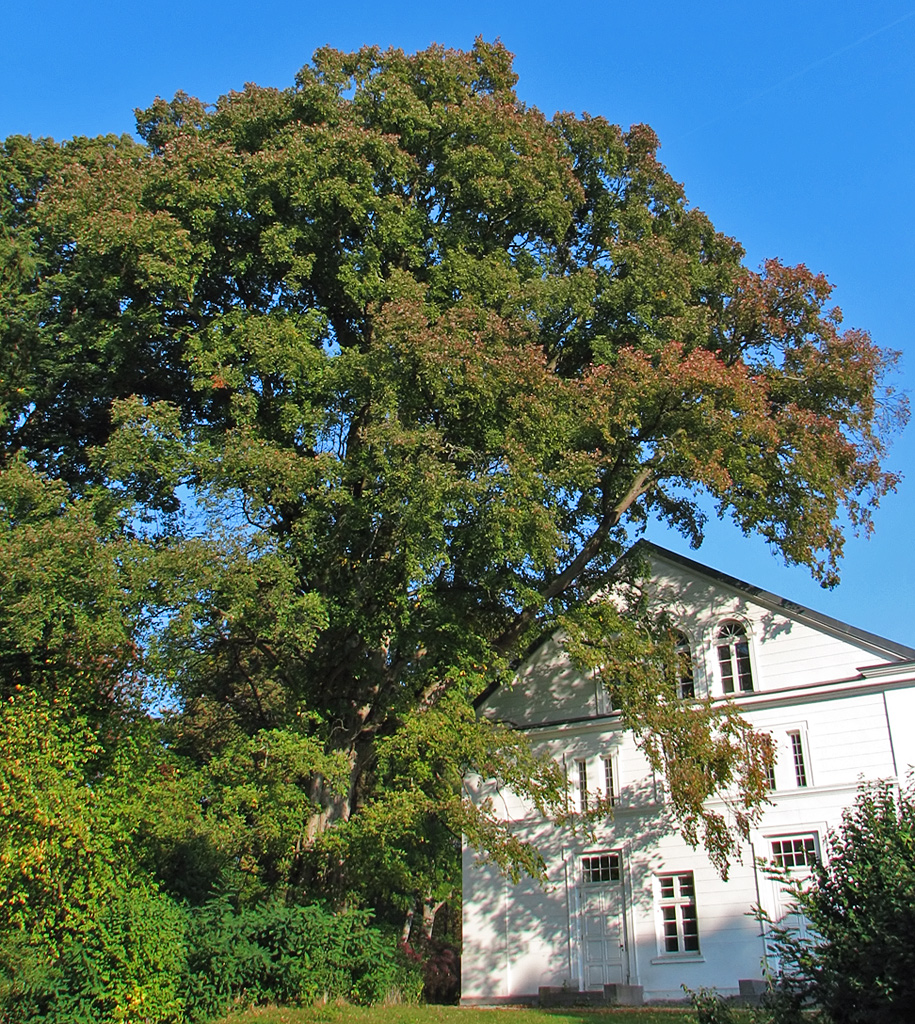
Família Ulmaceae: hábito de Ulmus minor.

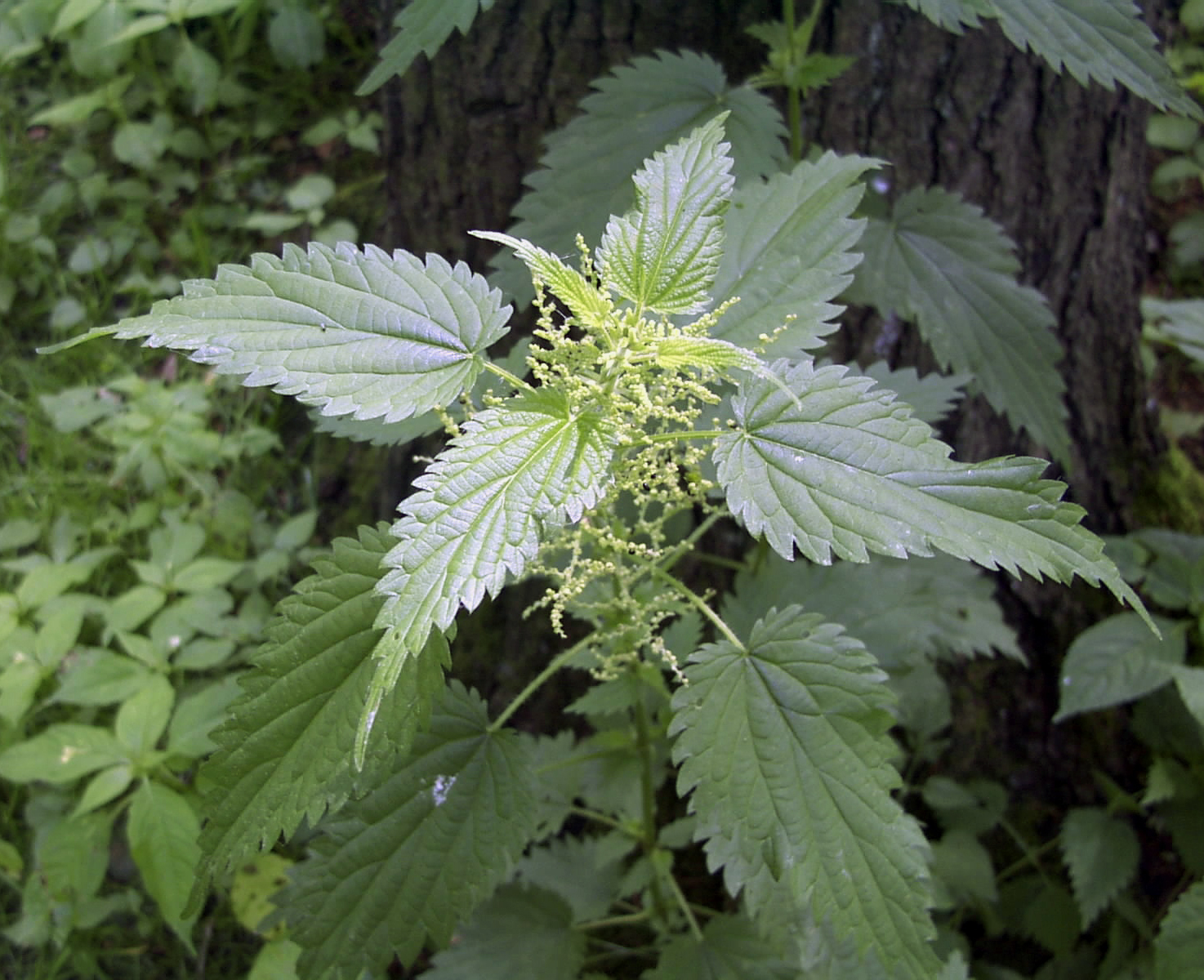
Família Urticaceae: Urtica dioica.

Rosales é uma ordem de plantas com flor, do clado rosídeas, que constitui o grupo irmão do clado que contém as ordens Fagales and Cucurbitales. A ordem contém cerca de 7 700 espécies, repartidas por cerca de 260 géneros e 9 famílias. A família tipo é Rosaceae (a família da roseira), que é simultaneamente a maior das famílias da ordem, com 90 géneros e mais de 2 500 espécies (a família Urticaceae tem 54 géneros e mais de 2 600 espécies). O grupo inclui múltiplas espécies com interesse económico, entre as quais a roseira, as macieiras, o pessegueiro e fruteiras de carouço similares, a canábis e o morangueiro.

## Descrição

### Morfologia e reprodução
A ordem Rosales caracteriza-se pela presença de di-hidroflavonois e isoflavonoides típicos, diferentes dos presentes em outros taxa. Outra característica diferenciadora é a ocorrência de cristais prismáticos em células radiadas (carácter ausente em Barbeyaceae e Elaeagnaceae).
As espécies deste grupo formam relações de simbiose por infecção intracelular da epiderme radicular, através dos pelos radiculares, com actinobactérias gram positivas do género Frankia, cujo diazotrofismo permite a fixação de azoto atmosférico.
Outras características morfológicas diferenciadoras são a presença de células mucilaginosas, as margens das folhas serrados, a prevalência de  inflorescências do tipo cimoso, a presença de hipanto nectarífero, o estigma seco e a existência de um cálice ou hipanto persistente no fruto.
A maioria das espécies da ordem Rosales é polinizada pelo vento (são anemófilas), incluindo a maioria dos membros das famílias Moraceae, Ulmaceae e Urticaceae. No grupo também são muito numerosas as espécies que praticam a polinização por insectos (entomofilia).

### Distribuição
A ordem Rosales tem distribuição cosmopolita, com diferentes espécies nela incluídas a crescer em todas as partes do mundo. Os membros de Rosales podem ser encontrados desde as regiões costeiras às regiões de montanha, dos trópicos às altas latitudes das margens do Árctico. Apesar disso, muitas das famílias que integram o grupo estão restritas a determinados biomas e são muitos os endemismos regionais e sub-regionais entre as espécies do grupo.

## Filogenia e taxonomia
Rosales é uma das ordens mais importantes do mundo vegetal pela variedade e diversidade das espécies que agrupa. A ordem inclui pelo menos 261 géneros e 7 725 espécies segundo o sistema APG IV. Rosales está em constante revisão (como outros taxa) e circunscrição das famílias que agrega varia com alguma frequência em função dos critérios de categorização, fazendo variar o número de géneros e espécies incluídos nos grupos.
O grupo basal de Rosales tem uma antiguidade aproximada de 89 a 88 milhões de anos, e a divergência do grupo tipo (as Rosaceae) iniciou-se há cerca de 76 milhões de anos. O táxon Rosales contém quase 2% da diversidade das eudicotiledóneas.
Nos sistemas tradicionais de base morfológica, entre os quais o sistema de classificação de Dahlgren, proposto por Rolf Dahlgren em 1985, a ordem Rosales estava integrada na superordem Rosiflorae (também alternativamente designada por Rosanae).. Contudo a ordem, com a circunscrição taxonómica tradicional, mesmo após os refinamentos introduzidos pelo sistema de Cronquist em 1981, era múltiplas vezes polifilética. Na configuração que lhe foi dada por Arthur Cronquist, a ordem integrava a família-tipo Rosaceae e 23 outras famílias, boa parte das quais foi entretanto segregada e reposicionada em várias outras ordens.
Em consequência, esta necessidade de obter um agrupamento monofilético levou a que definição da ordem apresentasse mudanças significativas na sua circunscrição taxonómica. No sistema APG II, que marcou o advento dos sistemas com base na filogenética molecular, o Angiosperm Phylogeny Group optou por integrar as Rosales no clado Eurosids I, reduzindo a sua circunscrição de 23 para 9 famílias.
Naquele grupo monofilético, o grupo faz parte do clado da fabídeas, no contexto do qual constitui o grupo-irmão do clado formado por Fagales e Cucurbitales. As principais sinapomorfias da ordem são a redução (ausência) de endosperma e a presença de um hipanto. O enquadramento da ordem Rosales no clado das eurosídeas (ou fabids) é o que consta do seguinte cladograma:
|  | Zygophyllaceae |
|  |                |
|  | Krameriaceae   |
|  |                |

|  | Rosales                                                  |
|  |                                                          |
|  | \| \| Fagales \| \| \| \| \| \| Cucurbitales \| \| \| \| |
|  |                                                          |
|  | Fagales                                                  |
|  |                                                          |
|  | Cucurbitales                                             |
|  |                                                          |

|  | Fagales      |
|  |              |
|  | Cucurbitales |
|  |              |

|  | Rosales                                                  |
|  |                                                          |
|  | \| \| Fagales \| \| \| \| \| \| Cucurbitales \| \| \| \| |
|  |                                                          |
|  | Fagales                                                  |
|  |                                                          |
|  | Cucurbitales                                             |
|  |                                                          |

|  | Fagales      |
|  |              |
|  | Cucurbitales |
|  |              |

|  | Celastrales                                                 |
|  |                                                             |
|  | \| \| Malpighiales \| \| \| \| \| \| Oxalidales \| \| \| \| |
|  |                                                             |
|  | Malpighiales                                                |
|  |                                                             |
|  | Oxalidales                                                  |
|  |                                                             |

|  | Malpighiales |
|  |              |
|  | Oxalidales   |
|  |              |

|  | Rosales                                                  |
|  |                                                          |
|  | \| \| Fagales \| \| \| \| \| \| Cucurbitales \| \| \| \| |
|  |                                                          |
|  | Fagales                                                  |
|  |                                                          |
|  | Cucurbitales                                             |
|  |                                                          |

|  | Fagales      |
|  |              |
|  | Cucurbitales |
|  |              |

|  | Rosales                                                  |
|  |                                                          |
|  | \| \| Fagales \| \| \| \| \| \| Cucurbitales \| \| \| \| |
|  |                                                          |
|  | Fagales                                                  |
|  |                                                          |
|  | Cucurbitales                                             |
|  |                                                          |

|  | Fagales      |
|  |              |
|  | Cucurbitales |
|  |              |

|  | Celastrales                                                 |
|  |                                                             |
|  | \| \| Malpighiales \| \| \| \| \| \| Oxalidales \| \| \| \| |
|  |                                                             |
|  | Malpighiales                                                |
|  |                                                             |
|  | Oxalidales                                                  |
|  |                                                             |

|  | Malpighiales |
|  |              |
|  | Oxalidales   |
|  |              |

|  | Zygophyllaceae |
|  |                |
|  | Krameriaceae   |
|  |                |

|  | Rosales                                                  |
|  |                                                          |
|  | \| \| Fagales \| \| \| \| \| \| Cucurbitales \| \| \| \| |
|  |                                                          |
|  | Fagales                                                  |
|  |                                                          |
|  | Cucurbitales                                             |
|  |                                                          |

|  | Fagales      |
|  |              |
|  | Cucurbitales |
|  |              |

|  | Rosales                                                  |
|  |                                                          |
|  | \| \| Fagales \| \| \| \| \| \| Cucurbitales \| \| \| \| |
|  |                                                          |
|  | Fagales                                                  |
|  |                                                          |
|  | Cucurbitales                                             |
|  |                                                          |

|  | Fagales      |
|  |              |
|  | Cucurbitales |
|  |              |

|  | Celastrales                                                 |
|  |                                                             |
|  | \| \| Malpighiales \| \| \| \| \| \| Oxalidales \| \| \| \| |
|  |                                                             |
|  | Malpighiales                                                |
|  |                                                             |
|  | Oxalidales                                                  |
|  |                                                             |

|  | Malpighiales |
|  |              |
|  | Oxalidales   |
|  |              |

|  | Rosales                                                  |
|  |                                                          |
|  | \| \| Fagales \| \| \| \| \| \| Cucurbitales \| \| \| \| |
|  |                                                          |
|  | Fagales                                                  |
|  |                                                          |
|  | Cucurbitales                                             |
|  |                                                          |

|  | Fagales      |
|  |              |
|  | Cucurbitales |
|  |              |

|  | Rosales                                                  |
|  |                                                          |
|  | \| \| Fagales \| \| \| \| \| \| Cucurbitales \| \| \| \| |
|  |                                                          |
|  | Fagales                                                  |
|  |                                                          |
|  | Cucurbitales                                             |
|  |                                                          |

|  | Fagales      |
|  |              |
|  | Cucurbitales |
|  |              |

|  | Celastrales                                                 |
|  |                                                             |
|  | \| \| Malpighiales \| \| \| \| \| \| Oxalidales \| \| \| \| |
|  |                                                             |
|  | Malpighiales                                                |
|  |                                                             |
|  | Oxalidales                                                  |
|  |                                                             |

|  | Malpighiales |
|  |              |
|  | Oxalidales   |
|  |              |

Com a presente circunscrição, a ordem Rosales é de forma clara estatisticamente suportada como monofilética pelos resultados de múltiplos estudos de filogenia tomando por base a análise de sequências de DNA, tais como os obtidos pelos membros do Angiosperm Phylogeny Group. No sistema APG III de classificação das plantas, a ordem Rosales manteve a circunscrição taxonómica restrita a 9 famílias, embora a árvore filogenética da relação entre essas famílias fosse incerta até 2011, quando a relação entre elas foi resolvida em resultado de um estudo de filogenética molecular baseado no sequenciamento de dois genes do núcleo celular e de dez genes do cloroplasto. Esses resultados foram incorporados no sistema APG IV, o qual manteve a circunscrição taxonómica restrita às mesmas 9 famílias.

### Sistemática
Em consequência dos resultados obtidos nesses estudos, a ordem Rosales está dividida em três clados, aos quais não foi atribuído nível taxonómico. No agrupamento, o clado basal consiste da família Rosaceae, com outro clado agrupando 4 famílias, incluindo Rhamnaceae, e o terceiro clado agrupando as 4 famílias que antes eram consideradas parte da ordem Urticales. Essa configuração corresponde à seguinte árvore filogenética  assente na análise cladística de sequências de DNA:
|  | Elaeagnaceae                                                 |
|  |                                                              |
|  | \| \| Barbeyaceae \| \| \| \| \| \| Dirachmaceae \| \| \| \| |
|  |                                                              |
|  | Barbeyaceae                                                  |
|  |                                                              |
|  | Dirachmaceae                                                 |
|  |                                                              |

|  | Barbeyaceae  |
|  |              |
|  | Dirachmaceae |
|  |              |

|  | Elaeagnaceae                                                 |
|  |                                                              |
|  | \| \| Barbeyaceae \| \| \| \| \| \| Dirachmaceae \| \| \| \| |
|  |                                                              |
|  | Barbeyaceae                                                  |
|  |                                                              |
|  | Dirachmaceae                                                 |
|  |                                                              |

|  | Barbeyaceae  |
|  |              |
|  | Dirachmaceae |
|  |              |

|  | Cannabaceae                                             |
|  |                                                         |
|  | \| \| Moraceae \| \| \| \| \| \| Urticaceae \| \| \| \| |
|  |                                                         |
|  | Moraceae                                                |
|  |                                                         |
|  | Urticaceae                                              |
|  |                                                         |

|  | Moraceae   |
|  |            |
|  | Urticaceae |
|  |            |

|  | Cannabaceae                                             |
|  |                                                         |
|  | \| \| Moraceae \| \| \| \| \| \| Urticaceae \| \| \| \| |
|  |                                                         |
|  | Moraceae                                                |
|  |                                                         |
|  | Urticaceae                                              |
|  |                                                         |

|  | Moraceae   |
|  |            |
|  | Urticaceae |
|  |            |

|  | Elaeagnaceae                                                 |
|  |                                                              |
|  | \| \| Barbeyaceae \| \| \| \| \| \| Dirachmaceae \| \| \| \| |
|  |                                                              |
|  | Barbeyaceae                                                  |
|  |                                                              |
|  | Dirachmaceae                                                 |
|  |                                                              |

|  | Barbeyaceae  |
|  |              |
|  | Dirachmaceae |
|  |              |

|  | Elaeagnaceae                                                 |
|  |                                                              |
|  | \| \| Barbeyaceae \| \| \| \| \| \| Dirachmaceae \| \| \| \| |
|  |                                                              |
|  | Barbeyaceae                                                  |
|  |                                                              |
|  | Dirachmaceae                                                 |
|  |                                                              |

|  | Barbeyaceae  |
|  |              |
|  | Dirachmaceae |
|  |              |

|  | Cannabaceae                                             |
|  |                                                         |
|  | \| \| Moraceae \| \| \| \| \| \| Urticaceae \| \| \| \| |
|  |                                                         |
|  | Moraceae                                                |
|  |                                                         |
|  | Urticaceae                                              |
|  |                                                         |

|  | Moraceae   |
|  |            |
|  | Urticaceae |
|  |            |

|  | Cannabaceae                                             |
|  |                                                         |
|  | \| \| Moraceae \| \| \| \| \| \| Urticaceae \| \| \| \| |
|  |                                                         |
|  | Moraceae                                                |
|  |                                                         |
|  | Urticaceae                                              |
|  |                                                         |

|  | Moraceae   |
|  |            |
|  | Urticaceae |
|  |            |

|  | Elaeagnaceae                                                 |
|  |                                                              |
|  | \| \| Barbeyaceae \| \| \| \| \| \| Dirachmaceae \| \| \| \| |
|  |                                                              |
|  | Barbeyaceae                                                  |
|  |                                                              |
|  | Dirachmaceae                                                 |
|  |                                                              |

|  | Barbeyaceae  |
|  |              |
|  | Dirachmaceae |
|  |              |

|  | Elaeagnaceae                                                 |
|  |                                                              |
|  | \| \| Barbeyaceae \| \| \| \| \| \| Dirachmaceae \| \| \| \| |
|  |                                                              |
|  | Barbeyaceae                                                  |
|  |                                                              |
|  | Dirachmaceae                                                 |
|  |                                                              |

|  | Barbeyaceae  |
|  |              |
|  | Dirachmaceae |
|  |              |

|  | Cannabaceae                                             |
|  |                                                         |
|  | \| \| Moraceae \| \| \| \| \| \| Urticaceae \| \| \| \| |
|  |                                                         |
|  | Moraceae                                                |
|  |                                                         |
|  | Urticaceae                                              |
|  |                                                         |

|  | Moraceae   |
|  |            |
|  | Urticaceae |
|  |            |

|  | Cannabaceae                                             |
|  |                                                         |
|  | \| \| Moraceae \| \| \| \| \| \| Urticaceae \| \| \| \| |
|  |                                                         |
|  | Moraceae                                                |
|  |                                                         |
|  | Urticaceae                                              |
|  |                                                         |

|  | Moraceae   |
|  |            |
|  | Urticaceae |
|  |            |

|  | Elaeagnaceae                                                 |
|  |                                                              |
|  | \| \| Barbeyaceae \| \| \| \| \| \| Dirachmaceae \| \| \| \| |
|  |                                                              |
|  | Barbeyaceae                                                  |
|  |                                                              |
|  | Dirachmaceae                                                 |
|  |                                                              |

|  | Barbeyaceae  |
|  |              |
|  | Dirachmaceae |
|  |              |

|  | Elaeagnaceae                                                 |
|  |                                                              |
|  | \| \| Barbeyaceae \| \| \| \| \| \| Dirachmaceae \| \| \| \| |
|  |                                                              |
|  | Barbeyaceae                                                  |
|  |                                                              |
|  | Dirachmaceae                                                 |
|  |                                                              |

|  | Barbeyaceae  |
|  |              |
|  | Dirachmaceae |
|  |              |

|  | Cannabaceae                                             |
|  |                                                         |
|  | \| \| Moraceae \| \| \| \| \| \| Urticaceae \| \| \| \| |
|  |                                                         |
|  | Moraceae                                                |
|  |                                                         |
|  | Urticaceae                                              |
|  |                                                         |

|  | Moraceae   |
|  |            |
|  | Urticaceae |
|  |            |

|  | Cannabaceae                                             |
|  |                                                         |
|  | \| \| Moraceae \| \| \| \| \| \| Urticaceae \| \| \| \| |
|  |                                                         |
|  | Moraceae                                                |
|  |                                                         |
|  | Urticaceae                                              |
|  |                                                         |

|  | Moraceae   |
|  |            |
|  | Urticaceae |
|  |            |

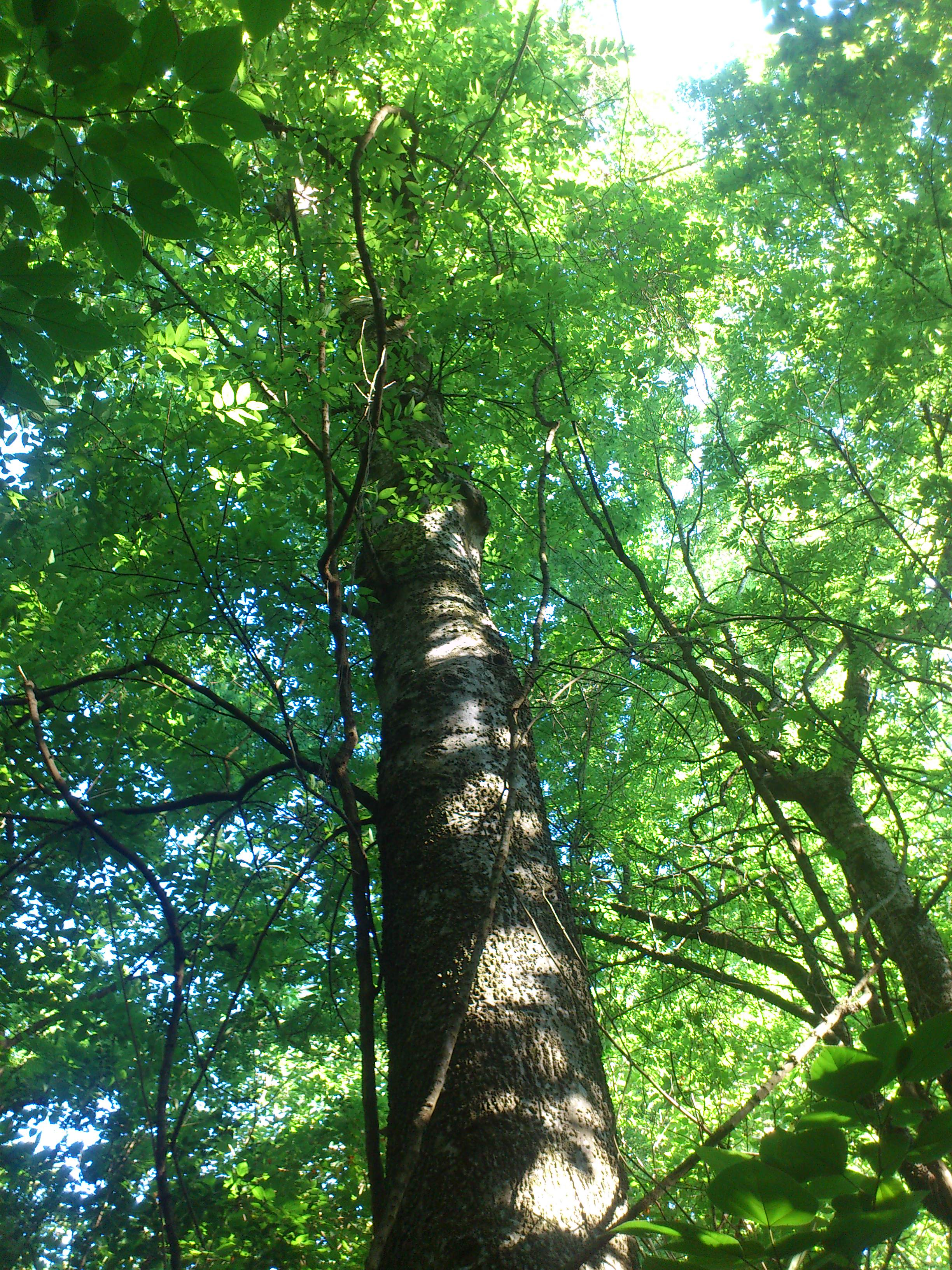
Celtis laevigata, árvore de tamanho médio nativa da América do Norte e pertencente à família Cannabaceae

Tendo em conta a estrutura filogenética atrás apontada, a ordem Rosales redifinida com base na filogenia do grupo (conforme o sistema APG-II (2003) e as duas actualizações APG III (2009) e APG IV,) inclui 9 famílias, com pelo menos 261 géneros e mais de 7 725 espécies. As famílias são as seguintes:
1. Barbeyaceae Rendle, 1916, nom. cons. — família monotípica, tendo como única espécies Barbeya oleoides.
2. Cannabaceae Martinov, 1820, nom. cons. — família com 11 géneros e cerca de 170 espécies.[21]
3. Dirachmaceae Hutch.,  1959 — família monotípica tendo como único género Dirachma, com duas espécies.[22]
4. Elaeagnaceae Juss., 1789, nom. cons. — família com 3 géneros e cerca de 60 espécies.[23]
5. Moraceae Gaudich., 1835, nom. cons. — família com cerca de 38 géneros e mais de 1100 espécies.[23]
6. Rhamnaceae Juss., 1789, nom. cons. — família com cerca de 55 géneros e mais de 950 espécies.[23]
7. Rosaceae Juss., 1789, nom. cons. — família com 91 géneros e pelo menos 4 828 espécies.[24][23][25]
8. Ulmaceae Mirb., 1815, nom. cons. — famílias com 7-8 géneros e mais de 45 espécies.[23][26]
9. Urticaceae Juss., 1789, nom. cons. — família com 53 géneros e mais de 2625 espécies.[23]

Neste conjunto, a família Rosaceae, a família tipo da ordem, representa cerca de 37% do número de espécies incluída em Rosales, com 91 géneros e aproximadamente 4 828 espécies. Rosaceae e Urticaceae são as famílias mais numerosas e representam mais de 70% do total das espécies do taxón Rosales (seguindo-se Moraceae com 14% e Rhamnaceae com 12%).

### Antiga classificação
Apesar de demonstradamente polifilética e de estar claramente obsoleta, a circunscrição taxonómica que resultou do Sistema de Conquist continua a surgir com frequência em múltiplas descrições do grupo Rosales. Para permitir uma fácil localização do presente enquadramento sistemático das famílias que integraram as Rosales, a seguinte lista mostra a categorização clássica de Cronquist (1981) que agrupa a 24 famílias (primeira coluna) que eram consideradas como integrantes de Rosales. Ao lado de cada família, segue a nova posição filogenética (→ segunda coluna) segundo o sistema APG IV.
1. Rosaceae, é a única família que perdura na ordem Rosales (a família distintiva, ou família tipo, do táxon Rosales).
2. Alseuosmiaceae → ordem Asterales
3. Anisophylleaceae → ordem Cucurbitales
4. Brunelliaceae → ordem Oxalidales
5. Bruniaceae → ordem Bruniales
6. Byblidaceae → ordem Lamiales
7. Cephalotaceae → ordem Oxalidales
8. Chrysobalanaceae → ordem Malpighiales
9. Columelliaceae → ordem Bruniales
10. Connaraceae → ordem Oxalidales
11. Crassulaceae → ordem Saxifragales
12. Crossosomataceae → família tipo da ordem Crossosomatales
13. Cunoniaceae = Davidsoniaceae = Eucryphiaceae → ordem Oxalidales
14. Davidsoniaceae → família Cunoniaceae, ordem Oxalidales
15. Dialypetalanthaceae → família Rubiaceae, ordem Gentianales
16. Eucryphiaceae → família Cunoniaceae, ordem Oxalidales
17. Greyiaceae → família Melianthaceae, ordem Geraniales
18. Grossulariaceae → ordem Saxifragales
19. Hydrangeaceae → ordem Cornales
20. Neuradaceae → ordem Malvales
21. Pittosporaceae → ordem Apiales
22. Rhabdodendraceae → ordem Caryophyllales
23. Saxifragaceae → família tipo da ordem Saxifragales
24. Surianaceae→ ordem Fabales

## Usos e importância económica
Dentro da ordem Rosales é a família Rosaceae aquela que inclui maior número de espécies cultivadas por seus frutos, tornando esta uma das famílias economicamente mais importantes de entre todas as plantas. Entre as frutas produzidas por membros desta família incluem-se as maçãs, as pêras, as ameixas, os pêssegos, as cerejas, as amêndoas, os morangos, as amoras, as framboesas, a fruta-pão e a jaca.
As folhas da amoreira fornecem alimento para os bichos-da-seda usados na produção comercial de seda. Muitas espécies ornamentais de plantas também estão na família Rosaceae, incluindo a rosa, espécie que dá o nome à família e à ordem foram nomeadas. A rosa, considerada um símbolo do amor em muitas culturas, é referência de destaque na poesia e na literatura. Variedades modernas de rosas de jardim de rosas, como 'floribunda' e 'grandifora', foram desenvolvidas a partir de híbridos complexos de várias espécies selvagens nativas de diferentes regiões do mundo.
A madeira da cerejeira-preta (Prunus serotina) e da cereja-doce (Prunus avium) é usada para produzir móveis de alta qualidade, devido à sua cor e capacidade de ser deformada.
As espécies do género Cannabis são plantas altamente valorizadas desde há milénios pelo seu uso na produção de fibras de cânhamo, que tem numerosos usos, e como plantas medicinais e como enteógenos e droga psicoactiva. O mesmo sucede com o lúpulo (género Humulus), utilizada em escala industrial na produção de cerveja.
Plantas da ordem Rosales são utilizadas na medicina tradicional de muitas culturas. A canábis está a ganhar cada vez mais aceitação na sua utilização como medicamento. O látex de algumas espécies de figueiras contém o enzima designado por ficina, eficaz no controlo das lombrigas que infectam o trato intestinal de múltiplos animais.